# Zdeněk Kožmín
Zdeněk Kožmín (28. února 1925, Hněvice – 12. listopadu 2007, Brno) byl český vysokoškolský učitel, literární vědec a kritik.

## Pedagogická činnost
Vystudoval Filozofickou fakultu Univerzity Karlovy (obor čeština a filozofie). V letech 1949–1953 učil na osmileté střední škole ve Starém Jičíně, 1953–1954 na osmileté střední škole v Břeclavi 1954–1956 na pedagogické škole tamtéž.
Od roku 1956 působil jako asistent katedře filologie na vyšší pedagogické škole, která se v roce 1957 transformovala do Pedagogické fakultu UJEP. Habilitoval zde v roce 1966 prací Styl současné prózy. V roce 1969 se zde stal proděkanem. V roce 1970 byl z funkce odvolán a z politických důvodů propuštěn. Po vyhoštění z univerzity, působil na gymnáziu Julia Fučíka v Zastávce až do odchodu do penze v roce 1985. Po politickém převratu 1989 se vrátil na Pedagogickou fakultu Masarykovy univerzity, odkud v roce 1991 přešel na fakultu filosofickou, kde byl jmenován profesorem. Aktivně zde působil až do roku 2001.

## Publikační činnost
Aktivně publikoval od roku 1956. Především recenze, články a rozbory v časopisech Literárních noviny, Host do domu, Zlatý máj, Plamen a v dalších. Po roce 1970 nesměl publikovat. Teprve v polovině osmdesátých let přispíval do regionálních tiskovin na jižní Moravě svými recenzemi. Po roce 1989 byl opět přijat, a kromě Rovnosti a Brněnského večerníku publikoval v tematických časopisech Tvar, ROK, Kritický sborník.

## Literární kritik a recenzent
- Podílel se na tvorbě metodických a učebních textů literární výchovy.
- Recenzoval a interpretoval básnickou tvorbu Jana Skácela a Vladimíra Holana.
- Analyzoval díla Milana Kundery a Bohumila Hrabala.

## Ocenění
- Vděčnost a upomínku na jeho působení vyjádřilo nynější Gymnázium TGM v Zastávce. V roce 2015 byla odhalena na budově gymnázia pamětní deska s plastikou Zdeňka Kožmína v realizaci sochaře Nikose Armutidise.